# Бриген
Бриген (њем. Brüggen) општина је у њемачкој савезној држави Северна Рајна-Вестфалија. Једно је од 9 општинских средишта округа Фирзен. Према процјени из 2010. у општини је живјело 16.121 становника. Посједује регионалну шифру (AGS) 5166004, NUTS (DEA1E) и LOCODE (DE BGQ) код.

## Географски и демографски подаци
Бриген се налази у савезној држави Северна Рајна-Вестфалија у округу Фирзен. Општина се налази на надморској висини од 50 метара. Површина општине износи 61,3 km². У самом мјесту је, према процјени из 2010. године, живјело 16.121 становника. Просјечна густина становништва износи 263 становника/km².